# Mario Ayerbe González
Mario Ayerbe González (Pitalito, Huila, 1956) es un reconocido pintor y escultor colombiano. Su obra está fundamentada en la neo-figuración abstracta, donde representa de forma crítica temas como la paz y el medio ambiente.

## Biografía
Realizó estudios en Bellas Artes en la Universidad Jorge Tadeo Lozano de Bogotá, y luego continuó su formación en la Universidad Complutense de Madrid y el Círculo de Bellas Artes de Madrid, España. Actualmente se encuentra radicado con su familia en Pitalito, al sur de Colombia.

## Obra
Ayerbe es conocido por su talento como dibujante y pintor. Su obra se puede describir como una mezcla del arte figurativo y el abstracto, explorando mundos y lugares particulares con sensibilidad e ironía. Sus modernos paisajes, cálidos y coloridos, son un reencuentro con la tierra y los recuerdos de su infancia.
En su icónica serie “De la Sombra a la Luz. Imágenes del secuestro”, que el artista expuso en el Museo de Arte Contemporáneo del Huila, presentó 19 pinturas inspiradas en el secuestro, como crítica a los delitos cometidos por las Fuerzas Armadas Revolucionarias de Colombia - Ejército del Pueblo (FARC-EP). En esta serie se enfocó en el plagio de Consuelo González de Perdomo, congresista colombiana.En el área ambiental, su obra ha participado en la muestra itinerante "Por la paz y el medio ambie ambiente", presentada en Colombia y México.
Su obra ha sido expuesta en países como México, Estados Unidos, España, Argentina, Cuba, Austria, Tailandia y Brasil en salones de arte, bienales y exposiciones nacionales e internacionales.

## Logros
Ha obtenido diversos premios y reconocimientos. Destacan:
- 2023 - Bienal Internacional FMGC, Culiacán - México.[16][17]
- 2017 - "Invitado especial", Festival Internacional de Artes sin fronteras por la paz, Neiva Huila - Colombia.

- 2016 - Primer lugar "Salón de Artistas Huilenses", Neiva Huila - Colombia.

- 2015 - Homenaje "Escudo Ciudad Pitalito", Ciudad Laboyos, Huila - Colombia.

- 2010 - "Mención de honor", Séptimo Salón Regional Sur, Neiva Huila - Colombia.
- 2006 - "Salón regional sur", Pitalito - Colombia.[18]

- 2003 - "Emisión estampilla postal", Bogotá - Colombia.